# Tentation (film)
Pour les articles homonymes, voir Tentation.
Pour plus de détails, voir Fiche technique et Distribution.
Tentation (Temptation) est un film américain réalisé par Cecil B. DeMille, sorti en 1915.

## Synopsis
Une chanteuse d'opéra tombe amoureuse d'un compositeur, qui tombe gravement malade. Prête à tout pour trouver de l'argent afin de le soigner, elle se résigne à vendre ses charmes à un impresario mais est sauvée lorsqu'un amant jaloux tue l'impresario...

## Fiche technique
- Titre original : Temptation
- Titre français : Tentation
- Réalisation : Cecil B. DeMille
- Scénario : William C. de Mille et Hector Turnbull
- Direction artistique : Wilfred Buckland
- Photographie : Alvin Wyckoff
- Montage : Cecil B. DeMille
- Pays d'origine : États-Unis
- Format : Noir et blanc - 1,33:1 - Film muet
- Genre : drame
- Durée : 60 minutes
- Date de sortie : 1915

## Distribution
- Geraldine Farrar : Renee Dupree
- Theodore Roberts : Otto Mueller
- Pedro de Cordoba : Julian
- Elsie Jane Wilson : Madame Maroff
- Raymond Hatton : Baron Cheurial
- Sessue Hayakawa : l'admirateur d'opéra